# スティーブンス工科大学
スティーブンス工科大学（スティーブンスこうかだいがく、英: Stevens Institute of TechnologyまたはSIT）は1870年に創立された、マンハッタンの対岸であるニュージャージー州ホーボーケンに位置する研究型私立大学。米国において最も歴史のある工科大学の１つとされ、ニュージャージー州におけるトップ校の１つであり、同州における卒業生の平均収入が最も高い大学でもある。本学の卒業生と教員の中には2名のノーベル賞受賞者が含まれている。

## 概要
米国における最古の理工系大学の一校でもあり、古くから産業界や政府系の研究部門から高い評価を受けている。さらに、本学は5000人程度の小規模な大学でありながら米国国内ランキング（US NEWS）において1800大学中70位(2018-2019)にランク付けされており、ニュージャージ州においては、全国１位にランク付けられているプリンストン大学に次ぐ難関校である。本学は特に学術面においては、米国国内において非常に高い名声を得ている。また、本学の学生の5割は高校時代に成績上位1割に入っており、成績上位2割に入っている割合は99％と、勤勉な者が非常に多く企業から多大な支持を得ている。また、本学にはインターンシップを含む独自な5年制プログラムがあり、学生にはIBMで1年以上のインターンシップをする機会が与えられる。それらの成果として、本学の卒業生は卒業後の収入ランキングではハーバード大学やMITなどを抜いて全米で3位（2014年）となっており、米国において不動の地位を築いている。

## 歴史
1870年に機械工学に特化した大学としてスティーブンス一族によって設立され、最初の講義はヨーロッパにおける科学がモデルであった。原点である機械工学士の学位に加え、機械工学の博士、さらには物理や化学の博士が1870年から1900年の間に与えられていた。それから140年以上が経ち、今日ではマンハッタンの対岸に位置する米国国内ランキングにおいて常にトップ８０入りしている一流の高等教育機関まで成長した。
また、2008年までには、工学部ではニューヨーク大学とダブル学位プログラムがあり、当時工学部を持たなかったニューヨーク大学の学生はスティーブンス工科大学で工学を学び、ニューヨーク大学の学位に加え、スティーブンス工科大学の工学の学位を取得していた。現在においても、スティーブンス工科大学の学生は毎学期1コース分の授業をニューヨーク大学で受講できるようになっている。

## 学部および研究センター
学部、大学院の専攻
システムズ＆エンタープライズ学部＆大学院
先端技術の開発研究を行う学部
- システム工学専攻
- ソフトウェア工学専攻
- 宇宙空間システム工学専攻
- 社会テクノロジー工学専攻
- 経営工学専攻
- エンジニアリングマネジメント専攻
- システムセキュリティー専攻

理工学部＆大学院
理学及び工学の基礎研究を行う学部
- 物理学専攻
- 物理工学専攻
- 化学専攻
- 生物学専攻
- 生物化学専攻
- コンピュータサイエンス専攻
- 計算科学専攻
- コンピュータ工学専攻
- 電気電子工学専攻
- サイバーセキュリティー学専攻
- 海洋工学専攻経営学部

文学教養学部＆大学院
文系学部でありながら文理融合を目指す
- 歴史専攻
- 文学専攻
- 哲学専攻
- テクノロジー学専攻科学
- コミュニケーション学専攻
- 社会科学専攻
- 視覚アートテクノロジー学専攻
- 科学技術社会学専攻

ビジネススクール
スティーブンスはビジネスにも力を入れている。
- MBA
- EMBA
- 金融工学専攻
- ビジネス分析専攻
- プロジェクトマネジメント専攻
- 金融分析専攻
- 情報科学専攻
- 金融専攻
- 金融分析専攻
- 経営専攻
- テクノロジーマネジメント専攻

研究センター
- 企業研究センター
- 情報セキュリティセンター
- 海洋システムセンター

## 著名な卒業生や教員
- フレデリック・ライネス - スティーブンス工科大学の卒業生で物理学者。1995年にノーベル物理学賞を受賞。
- アーヴィング・ラングミュア - 1906-1909年に化学科教授を務めた化学者、物理学者。1932年に界面化学の分野への貢献でノーベル化学賞を受賞。
- サミュエル・プレスコット・ブッシュ -スティーブンス工科大学の卒業生で、アメリカ合衆国大統領ジョージ・H・W・ブッシュの祖父
- クレイグ・ネイラー - 元日本板硝子社長兼CEO。
- マルケス・ブラウンリー - テックレビューで人気のあるYoutuber。高校時代に投稿を始め、在学中も動画投稿を続け、人気を不動のものとした。2015年に卒業した後、ニュージャージーにスタジオを構え、フルタイムYoutuberとして動画投稿を続けている。
- デイビッド・J・ファーバー - スティーブンス工科大学の卒業生で、計算機科学者。「インターネットの父」と呼ばれることになる複数の人物を指導したことから「インターネットの祖父」と呼ばれる。

## ランキング
1. US news National Universities 第69位(1800大学中）（2018年）
2. 卒業後学費に対する投資の収入によるリターン率　全米第3位[17]
3. 就職率　全米第3位[17]
4. 最も安全な大学　全米第5位

## 協力校
- 慶応義塾大学 大学院システムデザイン・マネジメント（SDM）研究科
- 清華大学（中国）